# Francisco Javier Sánchez Broto
Francisco Javier Sánchez Broto (Barcelona, 25 de agosto de 1971) es un exfutbolista y empresario español, afincado desde su infancia en Zaragoza, Jugaba en la posición de portero.
Es el fundador de la tienda de e-commerce española fútbol emotion, originalmente llamada soloporteros.

## Trayectoria
Comenzó su carrera en el Real Zaragoza, club del que era canterano, y donde jugó 11 temporadas en sus diferentes categorías. Tras su paso por el Zaragoza, vistió las camisetas del Villarreal, Castellón y Málaga. Después emprendió su andadura escocesa, donde jugó en el Airdrieonians, Livingston FC y, finalmente, en el Celtic.
A su regreso a España en la temporada 2003-2004 jugó con el Murcia, pasando en la siguiente temporada a militar en el Getafe CF, donde jugó su último año como profesional. Se retiró en 2005 al poco de fichar por el Hércules CF, debido a una lesión por la que el club alicantino le dio de baja.
Durante su estancia en Escocia ideó un proyecto de tienda que supliera las carencias con las que los porteros contaban a la hora de encontrar material específico. De dicha idea surge Soloporteros, una tienda especializada en equipamiento deportivo para porteros de fútbol. La empresa evolucionó, y cuando ya había salido de su nicho de porteros de fútbol, fue rebautizada como Futbol Emotion en junio de 2016, para abarcar de forma más clara al resto de jugadores de fútbol y fútbol sala. Dos años antes se había fundado dentro del paraguas de Soloporteros una nueva  empresa dedicada al mundo del running, que lleva por nombre Meta Running. A través de estas empresas continúa vinculado al mundo del portero de fútbol, con la organización de campus de porteros, escuelas de porteros, clínics de entrenamiento, y el juego de La Batalla de Soloporteros.
En 2014 y 2015 fue premiada con el E-Commerce Awards a la mejor tienda en línea de deportes de España por el Club Ecommerce, que en 2016 le reconoció también como finalista a la mejor Webshop Española.

## Clubes
| Club             | País    | Año       |
| ---------------- | ------- | --------- |
| Real Zaragoza    | España  | 1992-1993 |
| Real Zaragoza B  | España  | 1993-1994 |
| Real Zaragoza    | España  | 1993-1994 |
| Villarreal CF    | España  | 1994-1997 |
| CD Castellón     | España  | 1997-1998 |
| Málaga CF        | España  | 1998-2000 |
| Livingston FC    | Escocia | 2000-2001 |
| Airdrieonians FC | Escocia | 2000-2001 |
| Livingston FC    | Escocia | 2001-2003 |
| Celtic Glasgow   | Escocia | 2002-2003 |
| Real Murcia      | España  | 2003-2004 |
| Getafe CF        | España  | 2004-2005 |
| Hércules CF      | España  | 2005      |